# Ulrich Teichler
 (mai 2012).
Si vous disposez d'ouvrages ou d'articles de référence ou si vous connaissez des sites web de qualité traitant du thème abordé ici, merci de compléter l'article en donnant les références utiles à sa vérifiabilité et en les liant à la section « Notes et références ».
Ulrich Teichler, né le 23 juillet 1942 à Szczecin, est un sociologue allemand, chercheur sur l'enseignement supérieur.

## Biographie
Ulrich Teichler a fréquenté le lycée (Ratsgymnasium) de Minden, avant d'étudier la sociologie à l'université libre de Berlin. Après avoir obtenu son diplôme de sociologie, il travaille par la suite comme chercheur à l'Institut Max-Planck à Berlin. Il obtient un doctorat (Ph.D.) à l'université de Brême en 1975.
Depuis 1978, Ulrich Teichler est professeur au Centre international de recherche sur l'éducation supérieure de l'université de Cassel, en Allemagne. Il a déjà eu à enseigner en Autriche, aux Pays-Bas, au Japon (Université d'Hiroshima), en Argentine, aux États-Unis (Université Northwestern) et pour l'Open University du Royaume-Uni. Il a été expert ou consultant pour l'UNESCO, l'OCDE, la Banque mondiale, la Commission européenne, le Conseil de l'Europe et divers pays.
Ses domaines de recherche portent surtout sur l'éducation supérieure et le monde du travail, les systèmes d'enseignement supérieur, ainsi que la coopération internationale et la mobilité des étudiants et chercheurs.
Par ailleurs, il est membre du conseil des gouverneurs du Consortium of Higher Education Researchers (CHER), et a été fondateur et directeur du Centre international de la recherche sur l'enseignement supérieur (INCHER-Kassel). Ulrich Teichler a longtemps, et continue de participer à de nombreuses publications dans son domaine.
Ulrich Teichler est marié et père de deux fils.

## Distinctions
- Lauréat de la médaille Jan Amos Comenius (République tchèque et Unesco, 1998)[1]
- Prix spécial Erasmus (2008)